# Elektrické křeslo

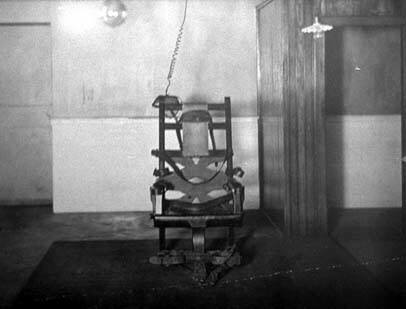
Elektrické křeslo, na kterém byl roku 1890 popraven William Kemmler.

Elektrické křeslo je zařízení sloužící k popravě pomocí střídavého elektrického proudu. Tento způsob popravy je používán téměř výlučně jen ve Spojených státech.

## Historie
V USA byl hledán způsob popravy, který by byl humánnější než oběšení. Vynález elektrického křesla byl doprovázen konkurenčním bojem Thomase Alva Edisona a George Westinghouse na konci 19. století známým jako válka proudů (Edison chtěl ukázat, jak je střídavý proud od Westinghouse nebezpečný). Současné elektrické křeslo nicméně vynalezl zubař Alfred P. Southwick, který jako první přišel s nápadem popravovat elektřinou. První elektrické křeslo bylo vyrobeno v New Yorku v roce 1888, první popravený byl William Kemmler v roce 1890. Jiní známí vězni popravení elektrickým křeslem jsou např. Ted Bundy,  George Junius Stinney Jr., Leon Czolgosz, Albert Fish, Charles Starkweather, John Joubert, Julius Rosenberg či Donald Henry Gaskins. Měl na něm být popraven i Oscar Collazo, neúspěšný atentátník na prezidenta Trumana. V současnosti je v USA elektrické křeslo možno použít jako alternativu k smrtící injekci ve státech Alabama, Florida, Jižní Karolína a Virginie.[zdroj?] Jediným státem jiným než USA, ve kterém byl tento způsob popravy využíván, byly Filipíny (poprvé 1924 za americké nadvlády, naposledy 1976).

## Průběh popravy
Několik hodin před popravou je vězni umožněno napsat dopis na rozloučenou a provést poslední telefonní hovor. Rovněž mu je nabídnuto poslední jídlo dle jeho přání. Poté už je odveden do sprch, kde se musí umýt a jsou mu prohlédnuty všechny tělní dutiny a části těla, zda v nich není ukrytý nějaký předmět, který by mohl průběh popravy překazit. Odsouzenec se pak obléká do šatů, které jsou předepsány každou věznicí individuálně.
Po oblečení je vězeň odveden do přípravné místnosti, kde mu jsou oholeny všechny vlasy. Jedna nohavice mu je zkrácena a noha rovněž oholena, aby v místech dotyku elektrod nic nebránilo elektrickému proudu. Vězni je rovněž nasazena plena kvůli možné defekaci, urinaci nebo ejakulaci během popravy. Pak už je vězeň veden přímo do popravčí místnosti.
Odsouzenec je připoután ke dřevěné židli. Na hlavu a nohy mu jsou přiloženy elektrody, které jsou navlhčeny slaným roztokem. Místa dotyku s elektrodami jsou oholena, aby se co nejvíce zmenšil elektrický odpor. Popravčí tým se přesune do místnosti, odkud může popravu pozorovat. Dozorce dá znamení a je zapojen zdroj, napětí 500–2300 voltů (v každém státě jinak); k popravě se používá střídavý proud. Po asi třiceti sekundách je zdroj vypojen, lékař čeká několik sekund, než se tělo ochladí, a zkontroluje, jestli vězňovo srdce stále bije. Jestliže ano, je znovu připojen zdroj a takto se pokračuje, dokud není člověk mrtvý. Tento postup je ale v každém státě jiný, např. ve státě Florida je zaveden automatický postup, který má tři fáze. První fáze: napětí 2300 V, proud 9,5 A po dobu 8 sekund, druhá: 1000 V, 4 A, 22 sekund, třetí: 2300 V, 9,5 A, 8 sekund. Skutečné hodnoty napětí a proudů jsou ale při popravě jiné, závisí na elektrickém odporu těla odsouzence. Při popravě je v místnosti cítit spálená kůže a maso. Poprava může být doprovázena kouřem nebo párou, krvácením (z úst nebo očí), zvracením, urinací nebo defekací. Někdy vězni vypadnou oční bulvy. Vězeň otéká, někdy začne hořet. Smrt je způsobena zástavou srdce a paralýzou respiračního systému.

## Adaptace
Průběh popravy na elektrickém křesle ovšem v čase procházel určitým vývojem. Již po zmařené popravě Williama Kemmlera v roce 1890 bylo zjevné, že se z elektrického křesla může stát velice nehumánní metoda výkonu trestu smrti. Bylo proto přistoupeno k dalšímu technologickému vývoji a postupně byl i upraven průběh popravy.
V raných fázích, přibližně do 20. let 20. století, byli vězni na křesle popravování ve formálním obleku, který byl zároveň jejich majetkem. Na oblečení vězně nebyl brán příliš velký ohled a nezvažovalo se, jaké komplikace může v průběhu popravy přivodit. Odsouzenci (stejně jako např. William Kemmler nebo Leon Czolgosz) byli zpravidla popravováni v tmavém obleku včetně kravaty a kožených polobotek. Nijak jim nebyly zastřihávány vlasy ani vousy, což často vedlo k tomu, že vězeň začal během popravy hořet, poprava trvala příliš dlouho a vězeň nelidsky trpěl.
V následujících desetiletích se proto postupně upouštělo od formálního oblečení a začaly být preferovány vězeňské uniformy. Rovněž byl kladen důraz spíše na to, aby měl vězeň během popravy na sobě co nejméně oblečení, případně co nejtenčí. Předepsané oblečení určuje vždy věznice, proto nelze tyto změny datovat celoplošně. Dodnes má každá věznice jiné požadavky a předepsaný průběh popravy.
Uniformy byly zpravidla čistě bílé, zářivě oranžové, tmavě modré nebo šedé barvy. V některých případech byl přechod z formálního oblečení postupný, a tak byli vězni popravováni například pouze v bílé košili a černých kalhotách. Nejsou ovšem známy případy, že by si vězni měli možnost zvolit oblečení svého stylu. I pokud byl vězeň popraven ve svém vlastním formálních oblečení, muselo splňovat předepsaná pravidla.
Změnila se také metodika popravy. Vězňům byly před popravou ostříhány vlasy. Na noze jim bylo vždy oholeno místo dotyku druhé elektrody až po kotník.
Co se obuvi týče, vězni nikdy nebyli popravování v robustních botách, především s vysokou podrážkou. To by způsobovalo zbytečné komplikace. I v případě obuvi záleželo na rozhodnutí věznice, případně volbě odsouzence. V průběhu času byl ale kladen důraz na to, aby měl vězeň na nohou co nejmenší množství látky kvůli možnému vzplanutí. Popraven mohl být v tenkých nazouvácích, žabkách, ponožkách nebo byl bos. Některé věznice dávají dodnes odsouzencům na výběr, zda chtějí být popraveni obutí. Například již v roce 1927 byli Bartolomeo Vanzetti a Nicola Sacco vedeni k elektrickému křeslu v bílé košili, černých kalhotách a bosí. Vždy záleželo na konkrétním případu.